# Къща музей „Станка и Никола Икономови“
Къща музей „Станка и Никола Икономови“ е музей в Разград.
Открита е на 17 април 1980 г. като част от Регионалния исторически музей. Експозицията се състои от фотодокументална част и приблизителна възстановка на бита на Станка Николица-Спасо-Еленина и Никола Икономов – Жеравненеца. В първото помещение са експонирани фоторепродукции на портрети и картини, факсимилета на документи, представяща живота и дейността на двамата просветители, копия на книгите им „Земледелие“, „Две прикаски за славните жени и за Аза человекомразеца“ и „Ерминия“ – ръководство за обучение по взаимоучителната метода. Във втората зала са показани предмети и лични вещи от всекидневния бит на семейството, а в третата – възстановка на гостната.